# Un mese con Montalbano
Un mese con Montalbano è una raccolta di trenta racconti di Andrea Camilleri, pubblicata per la prima volta nel 1998 dalla Mondadori Editore; nel 2018 il libro viene ripubblicato da Sellerio Editore di Palermo.
Il titolo si collega al numero di racconti, che coinvolgerebbero il lettore per un mese esatto, leggendo un racconto ogni giorno, come afferma lo stesso autore nella nota conclusiva. Sempre a detta dello scrittore, la serie è stata realizzata in poco più di un anno e due mesi, fra il 1º dicembre 1996 e il 30 gennaio 1998. Gran parte dei racconti sono inediti, mentre altri furono pubblicati precedentemente in alcune riviste locali.

## Racconti
Le trenta situazioni nelle quali si viene a trovare coinvolto il commissario Montalbano non sempre (fortunatamente) comportano fatti di sangue: si tratta anche di furti senza furto, d'infedeltà coniugali, d'indagini sulla memoria. E non tutte avvengono in Vigata, alcune addirittura risalgono agli inizi della carriera del commissario.  È utile (e inutile allo stesso tempo) ripetere che luoghi e nomi sono inventati di ràdica. A chi potrebbe lamentare qualche coincidenza, ricordo che la vita stessa (assai superiore, in fatto d'invenzioni, alla fantasia) non è che una pura coincidenza.»
(Nota, Andrea Camilleri)

### La lettera anonima
Al commissario di polizia di Vigata viene recapitata una lettera anonima. Il messaggio afferma che Annibale Verruso vuole uccidere la moglie Serena Peritore, dopo aver scoperto di essere stato tradito. Per Montalbano questa lettera è particolarmente sospetta perché il potenziale assassino non avrebbe alcun motivo per avvisare la polizia e nessun'altra persona oltre al potenziale assassino dovrebbe essere a conoscenza delle sue intenzioni.
Spacciandosi per un alto dirigente, Montalbano riesce a ottenere alcune informazioni dal Consorzio Agrario di Montelusa dove lavora Verruso. Successivamente, il commissario si reca con un pretesto a visitare la coppia e scopre che effettivamente qualcuno sta tradendo l'altro. Dalle parole del poliziotto Germanà, Montalbano viene a sapere che Serena intrattiene una relazione con un amico d'infanzia, Giacomino Agrò. La donna ha preferito sposare Verruso solo per poter avere una vita più agiata. Montalbano scopre anche che Verruso è stato derubato della rivoltella che aveva acquistato su consiglio della moglie dopo che la sua casa a Monterussello era stata svaligiata.
Dopo aver interrogato la signora, il commissario ottiene conferma dei suoi sospetti: la moglie insieme con l'amante aveva deciso di uccidere il marito, inscenando una rapina. Non era stata la moglie a spedire la lettera anonima, ma lo stesso amante che, impaurito da cosa stavano per fare, aveva voluto avvertire Montalbano.

### L'arte della divinazione
Il preside del liceo di Vigata si precipita nell'ufficio di Montalbano per denunciare un tentativo di omicidio ai suoi danni. I sospetti dell'uomo sono rivolti all'insegnante di francese che, improvvisandosi divinatore, gli aveva predetto che "il tredici febbraio sarebbe scampato da un colpo, ma che entro tre mesi non sarebbe stato più con loro". 
Il commissario convoca l'insegnante di francese per sapere la sua versione dei fatti, ma non può incriminarlo in quanto non esiste alcuna prova che il docente abbia cercato di uccidere il suo datore di lavoro.
Il preside, pensando che Montalbano stia prendendo sottogamba la questione, racconta la sua vicenda a Pippo Ragonese, giornalista di Televigata. La notizia inizia a spargersi in tutto il paese ma il preside non ottiene la giustizia sperata: i vigatesi pensano che l'aggressione subita sia un avvertimento mafioso e iniziano a togliergli il saluto e la moglie si arrabbia moltissimo per non essere stata avvertita dell'accaduto e lo lascia.
L'uomo è costretto quindi a trasferirsi, facendo involontariamente avverare la predizione.

### La sigla
Montalbano si ritrova a indagare sull'assassinio di Calorio, un mendicante che viveva all'interno del relitto di un'imbarcazione sulla spiaggia di Marinella. Calorio non aveva nemici in paese e Montalbano lo conosceva perché si fermava spesso a parlare con lui di romanzi e di letteratura. La scientifica rivela che la vittima aveva avuto il tempo di tracciare la sigla "POE" sulla sabbia prima di morire. Montalbano capisce che Calorio voleva lasciargli un messaggio, facendo riferimento allo scrittore Edgar Allan Poe e in particolar modo al racconto "Manoscritto trovato in una bottiglia". Il commissario trova quindi un messaggio in una bottiglia all'interno del relitto. Su questi fogli il mendicante ha raccontato tutta la storia della sua vita e, tra le righe, è rivelato anche il nome dell'assassino.

### Par condicio
A Vigata, gli omicidi delle famiglie mafiose dei Sinagra e dei Cuffaro ai danni dei reciproci affiliati si sono sempre alternati. Un giorno però la par condicio non viene rispettata con l'assassinio di un uomo dei Cuffaro dopo che, poco tempo prima, era stato eliminato un altro della stessa famiglia. Montalbano cerca di capire cosa sia accaduto.

### Amore
Michela, bellissima giovane di una poverissima famiglia, ad appena quindici anni fugge da casa per cercare una vita migliore, sino a quando s'innamora, riamata, del ragioniere del locale cementificio. Ma un giorno nell'ufficio di Montalbano si presenta la madre della giovane per denunciarne la prolungata assenza e soprattutto la mancanza dei denari che la figlia le dava mensilmente. In realtà Michela è scomparsa perché ha voluto regalare al suo amato ragioniere qualcosa che non ha mai dato agli altri uomini che ha conosciuto.

### Una gigantessa dal sorriso gentile
Il ginecologo Landolina, regolarmente maritato con una gigantessa dal sorriso gentile, offre serie garanzie di integrità etica e professionale: così almeno a giudizio della severa famiglia di Mariuccia che viene affidata alle sue visite mediche che però si trasformano ben presto, con reciproca soddisfazione, in incontri d'altra natura. Ma ogni bel gioco, come quello del dottore e del malato, dura poco: Landolina scompare dalla circolazione suicidandosi alla scoperta che Mariuccia è rimasta incinta. Così almeno sembra che stiano le cose ma a Montalbano la faccenda "non quatra".

### Un diario del '43
Il preside Burgio è entrato in possesso di un interessante diario, risalente al 1943, di un giovane fanatico fascista che, venuto in possesso di diverse bombe a mano, racconta di star progettando un attentato contro gli americani sbarcati in Sicilia. Montalbano inizia un'indagine nel passato per scoprire se il giovane mise in atto il suo piano.

### L'odore del diavolo
La signora Clementina Vasile Cozzo, la maestra paralitica in pensione che ha conosciuto e aiutato Montalbano in altre indagini, confida al suo amico commissario che la sua insegnante delle elementari, Antonietta, ormai un'anziana di novantacinque anni, è perseguitata dal diavolo che avverte della sua presenza con un disgustoso odore di zolfo e di fogna. Montalbano, che non è certo un "chiesastico", non crede si tratti di presenze demoniache, e incomincia a indagare su questi strani avvenimenti. Avendo intuito giustamente, coglierà sul fatto il nipote dell'anziana signora mentre si stava introducendo nell'abitazione della zia, munito di un costume da diavolo e di una boccetta contenente un composto chimico dall'odore di zolfo e di fogna. Si scoprirà che il nipote, Filippo, aveva agito in tale modo per far vendere a basso prezzo dalla zia l'abitazione "infestata dal diavolo" ad alcuni suoi soci nell'affare.

### Il compagno di viaggio
Il commissario prende il treno e, nello stesso scompartimento, c'è un uomo che ha appena ucciso la moglie.
Lo scrittore, nella Nota alla fine del libro, spiega che lo spunto per questo racconto gli venne offerto dal Noir in Festival di Courmayeur; il racconto è poi apparso nel maggio del 1997 sulla rivista Sintesi.

### Trappola per gatti
In via Roma i negozianti pagano il pizzo alla famiglia Sinagra tramite il padrone del negozio di scarpe Pepè Rizzo, il quale non è un mafioso, ma soltanto un uomo sotto ricatto. 
Tramite un ingegnoso stratagemma, una trappola per gatti appunto, Montalbano riuscirà ad arrestare due membri della famiglia per spaccio di denaro falso.

### Miracoli di Trieste
Montalbano si reca a Trieste per un convegno. Qui gli viene sottratto il portafoglio ma, quando si reca alla hall dell'albergo, il portiere glielo riconsegna intatto. Il commissario si chiede quindi che senso abbia eseguire un furto simile.
Il racconto - a quanto afferma l'autore nella Nota di fine testo - venne realizzato in occasione del festival Piazza Gutenberg su proposta del suo amico triestino Piero Spirito. La stessa storia è apparsa in Raccontare Trieste, un piccolo saggio edito nel giugno 1997.

### Icaro
Tre tedeschi aprono un circo a Montelusa: una donna, suo marito e il fratello (e amante incestuoso) della donna. Un circo molto particolare apprezzato dai paesani e soprattutto dal "femminaro" Mimì Augello poiché lo spettacolo principale offre agli spettatori eccitanti visioni femminili. Un ragazzo del paese si innamora così della bellissima artista che riuscirà a possedere nel suo camper. Scoperto però dal fratello e dal marito della giovane, verrà usato per l'ultimo spettacolo: messo in mutande e in casco da astronauta viene appeso, novello Icaro, a un cavo collegato a un elicottero che vola a 30 metri di altezza dal palco.

### L'avvertimento
Un barbiere, noto fascista di Parma, ne ha fatte di cotte e di crude nella sua città contro i nemici politici. Caduto il fascismo, si è rifugiato a Vigata dove ha fatto fortuna con un salone di barbiere che ha tramandato al figlio Carlo Memmi che si è nel frattempo sposato e ha ampliato l'attività dopo la morte del padre: questi infatti, preso da nostalgia, è tornato nella sua città e lì è stato eliminato da chi, dopo tanti anni, non aveva dimenticato. Carlo Memmi ha poi venduto il suo salone e ora può dedicarsi alla sua passione di cacciatore e pescatore, quand'ecco che subisce una serie di incendi dolosi e attentati che culminano con l'avvelenamento del suo amato cane da caccia Pippo. Montalbano non crede che si tratti di avvertimenti mafiosi.

### Being here...
Dall'America ritorna finalmente al suo paese un emigrante che però passeggiando per Vigata scopre di essere morto perché sul monumento ai caduti compare il suo nome. Montalbano dovrà far luce su questo, per lui, intrigante mistero.

### Il patto
Montalbano riaccompagna a casa un'anziana signora che stava camminando in piena notte sul ciglio della strada. 
Il giorno successivo, viene chiamato a indagare sull'omicidio di un professore in pensione, ucciso a colpi di pistola nel suo studio. 
A seguito di una ricerca, Montalbano trova un frammento di fotografia bruciato, nel quale è raffigurata Angela Clemenza, la donna della notte precedente. 
Il successivo colloquio con Angela è risolutivo: quest'ultima dichiara di essere l'omicida, di essere stata l'amante del professore e che non si erano mai sposati per un'antica faida tra famiglie le quali, proprio come per Romeo e Giulietta, non avevano mai acconsentito alla loro unione; la loro relazione era allora continuata clandestinamente, finché, pochi giorni prima della sua morte, il professore non aveva confidato all'amante di essersi innamorato di un'altra. La donna, a questo punto, mostra un patto stipulato negli anni '30 nel quale si diceva che se uno dei due si fosse innamorato di una terza persona, allora sarebbe dovuto morire. 
Il racconto si conclude con una riflessione di Montalbano, indeciso se arrestare o meno l'anziana.

### Quello che contò Aulo Gellio
Aulo Gellio, l'antico scrittore latino, nelle sue Noctes atticae raccontava di Androclo, uno schiavo fuggitivo, che era diventato amico di un leone a cui aveva curato la zampa trafitta da una spina. Quando Androclo, divenuto cristiano, era stato condotto nel circo per essere sbranato era stato riconosciuto dal leone che, invece di azzannarlo, gli aveva leccato la mano: un evento giudicato miracoloso che aveva procurato la grazia della vita ad Androclo. 
Anche Montalbano, mentre tranquillamente sta aspettando di cenare in una sperduta trattoria da lui scovata nei suoi giri gastronomici, subisce l'incursione di due malfattori mascherati di cui uno è seriamente intenzionato a farlo fuori; ed ecco che, come nel racconto di Androclo, uno dei due delinquenti colpisce il collega alla testa e salva così Montalbano da morte sicura. Perché lo ha fatto?

### Il vecchio ladro
Orazio Genco, un vecchio ladro che non ha abbandonato il suo mestiere di svaligiatore di appartamenti, una notte incappa nell'ex guardia notturna Romildo Bufardeci, che lo vede uscire da una villetta delle vacanze vuota dei suoi abitanti. Bufardeci accusa Genco di furto ma Montalbano trova tutto in ordine nella villa e i suoi proprietari dichiarano che non manca nulla. Che ci faceva allora il vecchio ladro nella villa?

### La veggente
Nel paesino sperduto dove il vicecommissario Montalbano sta percorrendo la sua carriera nella polizia, è arrivato un piccolo e malinconico circo che, fra gli altri miserevoli artisti, annovera la presenza di una prestigiosa veggente che indovina tutto a colpo sicuro così almeno a Montalbano raccontano i suoi colleghi. Montalbano incuriosito assiste allo spettacolo durante il quale la veggente accusa uno spettatore di essere un assassino. Qui c'è materia per le indagini del vicecommissario che non si tira indietro.

### Guardie e ladri
Come tutti gli anni in occasione della riapertura della casa estiva il giornalista Nicolò Zito e sua moglie Taninè invitano Montalbano a pranzo. Il commissario accetta molto volentieri e dopo aver mangiato abbondantemente va a farsi una dormitina. Il piccolo Francesco, figlio di Nicolò, lo sveglia e insiste a voler giocare con lui a "Guardia e Ladri". Il commissario accetta mentre Nicolò viene chiamato da una telefonata a tornare al suo lavoro a Vigata. Montalbano non riesce a trovare Francesco e, molto allarmato, si dirige verso un casolare in rovina dove crede si sia nascosto il bambino. Non volendo apparire preoccupato il commissario entra nel rudere continuando nel gioco e punta la mano come se fosse una pistola mentre con voce minacciosa intima al bambino di uscire allo scoperto. Con sua grande sorpresa, e un po' di scanto, invece di Francesco vede apparire un uomo con le mani in alto e armato al quale il commissario, fuori vista e sempre con la "pistola" puntata, intima di andare verso la casa, sperando che quello non si volti e lo veda disarmato. Giunti nei pressi dell'auto del commissario Francesco, che si era nascosto dietro la vettura, esce allo scoperto ed eccitato dalla scena "poliziesca" chiama la madre, che uscita dalla casa vede il commissario che punta un dito alla schiena di uno sconosciuto. Capita la situazione e afferrato un vecchio fucile mai usato da anni la donna lo punta verso il criminale. Con un sospiro di sollievo Montalbano prende pistola e manette dal cruscotto della sua auto mentre «l'uomo stava immobile sotto la ferma punteria di Taniné che, bruna, bella, capelli al vento, pareva precisa precisa un'eroina da film western.»

### Tocco d'artista
Nicolò Zito il giornalista della televisione locale di Montelusa, amico di Montalbano, conoscendo la sua passione per la letteratura, lo sveglia di prima mattina, per chiedergli chi fosse Jan Potocki. L'autore di Manoscritto trovato a Saragozza, sembra essere l'ispiratore del suicidio di Alberto Larussa, conoscente di Montalbano ed eccentrico orefice di Ragòna. Il libro dell'autore in questione si trova infatti accanto a una specie di sedia elettrica che l'orefice si è costruito da solo trasformando la sua sedia a rotelle. Il suicidio è stato scoperto da un cacciatore, Martino Zìcari, che aveva sentito odore di bruciato e aveva chiamato le forze dell'ordine intorno alle tre e mezzo del mattino. 
Larussa, da trent'anni è costretto sulla sedia a rotelle per una caduta da cavallo, tanto da non aver mai più lasciato il paese d'origine. Così aveva scoperto le sue notevoli capacità per l'oreficeria, utilizzando solamente materiali poveri con cui realizzava grandi capolavori, che regalava agli amici. Lo scantinato che aveva attrezzato come laboratorio era divenuto il suo ultimo luogo di vita. Le indagini dei Carabinieri guidate dal tenente Olcese non chiariscono la situazione, ma i giornalisti si interessano al fratello minore del defunto, Giacomo Larussa, che avrebbe ereditato il cospicuo patrimonio familiare. 
Dopo venti giorni dalla morte viene effettivamente arrestato Giacomo per omicidio, grazie alla testimonianza di Filippo Alaimo, un contadino vicino che avrebbe visto la notte dell'evento la macchina di Giacomo. Viene quindi ritrovato un testamento, in cui Alberto lascerebbe tutti i suoi averi al fratello Giacomo. Ma Montalbano, grazie a un'intuizione, scopre che sarebbe stato lo stesso Alberto a falsificare la propria scrittura, sapendo così di incolpare il fratello.
Il giorno del suicidio, il 13 aprile è infatti lo stesso in cui trentuno anni prima Alberto era stato spinto dalle scale e aveva ricevuto delle lesioni alla spina dorsale irrimediabili; la storia della caduta di cavallo sarebbe stato un intervento del padre per coprire Giacomo. Il libro di Potocki si riferiva infatti non alla particolarità del suo suicidio, ma al limite temporale che Alberto si era dato per la propria morte. 
Indagando presso una ditta di conduttori elettrici, la Ruberti spa, scopre che la vittima aveva richiesto per ben due volte una notevole quantità di Xeron 50, un conduttore che gli sarebbe servito per inscenare il proprio suicidio mascherandolo però come assassinio del fratello su cui voleva vendicarsi, e con cui pochi giorni prima aveva messo in scena un riappacificamento. 
Montalbano racconta tutto al suo amico giornalista, che riferisce al tenente Olcese che risolve brillantemente il caso.
Per la fiction TV Il commissario Montalbano nel 2001 è stato realizzato un episodio omonimo tratto dal racconto.

### L'uomo che andava appresso ai funerali
Il portuale Cocò Alletto è rimasto vittima di un incidente sul lavoro che gli ha causato la perdita di una gamba. Da allora Cocò vive con la misera pensione dello Stato e passa il suo tempo a seguire i cortei funebri. Il disabile non dà fastidio a nessuno e tutti in paese lo conoscono per la sua mitezza sino a quando arriva una notizia che fa "strammare" il commissario Montalbano: Cocò Alletto è stato ucciso con un colpo di pistola in faccia, segno mafioso di grande disprezzo. Ma la mafia non c'entra niente.

### Una faccenda delicata
Il direttore didattico del locale asilo comunale, Pasquale Loreto, in preda al panico e all'imbarazzo che lo fa balbettare, chiede aiuto al commissario Montalbano per una faccenda molto delicata. La madre della piccola Anna sospetta attenzioni pedofile da parte del maestro Nicotra e, poiché non è del tutto sicura, non vuole denunziarlo apertamente per non rovinarlo ma ne chiede l'allontanamento: il che equivale, per i pettegolezzi che ne seguirebbero in paese, a una condanna. Montalbano non potrebbe aprire, in mancanza di una denunzia ufficiale, le indagini ma, con tutte le precauzioni del caso, decide di interrogare la bambina che gli fa capire che la pedofilia non c'entra niente.
Infatti la storia delle molestie, era tutta una messa in scena, messa in atto dalla madre della piccola, che si voleva vendicare del maestro per averla lasciata.

### Lo Yak
Un compagno di classe di Montalbano, Salvatore Aguglia, per un suo estemporaneo intervento in una lezione di scienze soprannominato da tutti Lo Yak, diventa mercenario in Africa e in seguito si sposa con una vigatese. Ma lo yak, proprio come Aguglia, è un animale che deve restare libero nelle praterie e non intrappolato nella rete del matrimonio. Per questo Aguglia maltratta la propria moglie, che lo abbandona. Aguglia esasperato inizia a sparare a tutte le persone che passano davanti a casa sua. La polizia lo assedia, ma riesce a risolvere la situazione solo dopo l'intervento di Montalbano, che riconosce il suo ex compagno di classe.

### I due filosofi e il tempo
Un marinaio "filosofo", così lo definirà Montalbano, viene accusato di avere massacrato di percosse una locale prostituta per eccitarsi, ma un professore di filosofia teoretica che si trovava a passeggiare sul molo del porto di Vigata lo scagiona procurando al sospetto assassino un alibi per il tempo in cui è stato commesso il delitto. Il tempo però, come ben sanno i filosofi, muta a seconda da quale punto di vista lo si consideri.

### Cinquanta paia di scarpe chiodate
Il capraio Michele Borruso, approfittando del caos seguito allo sbarco degli americani nel 1943 in Sicilia, depreda un magazzino militare italiano abbandonato, di cinquanta paia di indistruttibili scarponi chiodati, di così buona fattura che il figlio Gaetano, che l'ha ereditate, le possiede ancora quasi tutte. Gaetano è stato più volte derubato delle sue capre dal capobanda malavitoso Casio Alletto che alla fine viene ritrovato morto con impressa sul viso l'impronta dei chiodi di uno scarpone militare. I sospetti si appuntano naturalmente su Gaetano che risulterà del tutto innocente.

### Il topo assassinato
Montalbano sta facendo la consueta passeggiata meditativa sul molo di Vigata ruminando bruscolini, ceci abbrustoliti e pensieri in libertà quando il suo occhio da sbirro coglie un'incongruenza nella carcassa di  topo morto che stava per calpestare: il topo infatti ha subito una laparotomia e, come accerterà l'irritabile dottor Pasquano che tirato in mezzo dal commissario ha eseguito un'irrituale autopsia sull'animale, è stato gassato. Quale emulo nazista si diverte a massacrare i topi? 

### Un angolo di paradiso
Quel maledetto Mimì Augello, che fa una discreta corte a Livia, la fidanzata di Montalbano in vacanza a Vigata, le ha magnificato come un angolo celestiale una lontana spiaggetta nascosta in una deserta insenatura verso cui ora si sta dirigendo remando, sudando e imprecando il commissario Montalbano che ha dovuto cedere alle insistenze della fidanzata. La spiaggia di sabbia finissima e immacolata è un vero angolo di paradiso dove Livia appena stesasi al sole si addormenta. Anche Montalbano è costretto a riconoscere la bellezza incontaminata del posto che però nasconde qualcosa di infernale.

### Capodanno
A Capodanno Montalbano si è preso l'influenza ed è costretto a stare a letto con la febbre alta che però non gli impedisce di condurre lui le indagini che gli sta soffiando, approfittando della sua infermità, il suo vice Mimì Augello. Il caso riguarda, come lo ha definito Catarella, un "morto di passaggio" nell'albergo di cui la vittima era proprietario assieme alla moglie. Pur con la febbre a quaranta Montalbano, a dispetto di Mimì Augello, risolverà il caso.

### Lo scippatore
Montalbano in trasferta per partecipare a una conferenza dove si distinguerà per i tremori e i balbettii che lo caratterizzano quando è costretto a parlare in pubblico, subisce un tentativo di scippo da uno strano delinquente che, come è accaduto in altri precedenti casi, non cerca soldi; ma allora cosa lo spinge a rischiare la galera?

### Movente a doppio taglio
Attilio Gambardella, sciancato e con gli occhi strabici, le orecchie a ventola e la bocca storta ora che giace morto colpito da una trentina di pugnalate sembra un cadavere scannato come tutti gli altri. La vedova, una specie di balena informe che con la sua massa terrorizza Montalbano, accusa apertamente il figlio della vittima il quale avrebbe ucciso per denaro. Il ritrovamento del testamento dell'uomo cambia le carte in tavola.

## Altri media
Lo stesso scrittore ha letto alcuni racconti per Camilleri legge Montalbano, versione audiolibro di alcuni dei racconti tratti da questo libro, edito da Arnoldo Mondadori Editore nella collana Varia di Letteratura: questi sono La sigla, L'uomo che andava appresso ai funerali, Il compagno di viaggio, Guardie e ladri, e Being here...
Inoltre Rai Fiction ha realizzato, per la serie Il commissario Montalbano, alcuni episodi tratti dai racconti di Un mese con Montalbano. Nel 2001 fu trasmesso il riadattamento televisivo di Tocco d'artista, mentre nel 2005 fu la volta di Par condicio.
Per la seconda serie fiction TV su Il giovane Montalbano nel 2015 è stato realizzato il primo episodio omonimo tratto dal racconto L'uomo che andava appresso ai funerali, in associazione a Doppia indagine (da Morte in mare aperto e altre indagini del giovane Montalbano).

## Edizioni
- Un mese con Montalbano, Collana Omnibus italiani, Milano, Mondadori, 1998,  pp. 415, cap. 30, ISBN 978-88-04-44465-7.
- Un mese con Montalbano, Collana Oscar bestsellers n.991, Milano, Mondadori, 1999, ISBN 978-88-04-47089-2. - Collana Novecento n.78, La Repubblica, 2003.
- Camilleri legge Montalbano. Con 2 CD Audio, Milano, Mondadori, 2002, ISBN 978-88-04-50974-5.
- Un mese con Montalbano, Collana La memoria n.1082, Palermo, Sellerio, 2017, ISBN 978-88-389-3710-1.